# Mirów Stary
Mirów Stary [ˈmiruf ˈstarɨ] est un village polonais de la gmina de Mirów, du powiat de Szydłowiec et dans la voïvodie de Mazovie dans le centre-est de la Pologne.